# Nibia Sabalsagaray
Nibia Sabalsagaray (10 septembre 1949 - 29 juin 1974) était une éducatrice et militante uruguayenne. Elle a été torturée et tuée par la dictature militaire de l'Uruguay qui dirige le pays entre 1973 et 1985.

## Biographie
Fille d'un ouvrier textile de l'usine Campomar y Soulas à Juan Lacaze, Sabalsagaray est reconnue par ses camarades de classe ainsi que par ses professeurs comme une élève brillante. Le professeur Omar Moreira se rappelle qu'« elle était si brillante que, lorsqu'un enseignant fut demandé pour une classe de terminale, le directeur du lycée m'a demandé un nom pour le poste et je lui ai dit que pour moi Nibia était la personne idéale, sauf qu'il y avait un problème ; elle n'avait pas encore 18 ans, ce qui signifia que le Conseil de l'enseignement secondaire lui accorda une autorisation spéciale et elle devint professeur de littérature à Colonia Valdense à l'âge de 17 ans ». En 1968, elle entreprend des études de littérature à l'Institut des enseignants Artigas (IPA) de Montevideo où elle se distingue par son intelligence, sa créativité et son engagement social. Elle fait partie du groupe syndical Rénovation du Centre étudiant IPA (CEIPA) et rejoignit l'Union de la jeunesse communiste (UJC) d'Uruguay.
Le 24 juin 1974 à 2 heures du matin, elle est arrêtée à son domicile et conduite au bataillon n° 5 à Montevideo ; à midi, sa famille est informée de sa mort, classée comme un suicide, et son cercueil leur est remis avec l'interdiction expresse de l'ouvrir.
La famille ne respecte pas cette interdiction et Marcos Carámbula, étudiant en médecine à six mois de devenir médecin, trouve de multiples marques de torture sur le corps, et conclut que les marques sur son cou ne peuvent avoir été infligées par elle-même.
Le 8 septembre 2004, sa sœur, Blanca Estela Sabalsagaray, dépose une plainte demandant une enquête sur les circonstances de la mort de Nibia.
En 2005, le gouvernement du président Tabaré Vázquez place la mort de Nibia Sabalsagaray hors du champ d'application de la loi sur l'expiration parce que des civils ont participé à sa détention, selon l'exposé que sa sœur présente au tribunal. La décision du gouvernement repose sur le principe que les civils ne sont pas couverts par la loi sur l'expiration, qui ne mentionne que « les personnels militaires et policiers, assimilés et assimilés ».
En 2005, une rue est nommée en son honneur dans sa ville natale de Nueva Helvecia,.
Le 19 octobre 2009, la Cour suprême uruguayenne déclare inconstitutionnelle à l'unanimité l'application de la loi sur l'expiration dans l'affaire Nibia Sabalsagaray. Les juges justifient la mesure en arguant que la norme viole la séparation des pouvoirs et qu'elle ne peut être comprise comme une loi d'amnistie puisqu'elle n'a pas été approuvée conformément aux dispositions de la Constitution.
Le 8 novembre 2010, le juge Rolando Vomero inculpe le général Miguel Dalmao et le colonel à la retraite José Chialanza d'homicide avec circonstances aggravantes pour la mort de Nibia Sabalsagaray.